# Matt Mullenweg
Matthew Charles Mullenweg (Houston, Texas, 11 de gener de 1984) és un programador nord-americà conegut per crear el sistema de gestió de continguts WordPress.
A més de WordPress ha creat el servei de filtrat d'spam centralitzat Akismet, la companyia Automattic i el servei de hosting gratuït de blocs WordPress.com.

## WordPress
El juny de 2002 Matt va començar a usar el gestor de continguts b2 / cafelog per publicar les fotos que va treure en un viatge a Washington D.C. per participar en la National Fed Challenge. Va contribuir una mica de codi per arreglar unes faltes d'ortografia i per netejar els enllaços permanents.
El gener de 2003, uns mesos després que el desenvolupament de b2 hagués finalitzat, va anunciar al seu bloc que anava a crear un fork per actualitzar-se als estàndards web i modificar-lo per les seves necessitats. Mike Little va parlar amb ell i junts van crear WordPress a partir del codi font de b2. El desenvolupador original de b2, Michel Valdrighi, es va unir a ells al poc temps.